# なまみつ
『なまみつ』は、毎日放送テレビ（MBSテレビ）で2008年4月10日から2008年9月25日まで毎週木曜日の23:55 - 深夜0:55（JST）に放送されていたバラエティ番組。

## 概要
6年間続いた『今夜はえみぃ〜GO!!』の後継番組として2008年4月10日（日付上は4月11日未明）から放送開始。司会は、月亭八方の長男で落語家・タレントの月亭八光。月亭八光にとって初の冠番組。MBSテレビが深夜枠で生放送によるレギュラー番組を設けるのは『テレビのツボ』以来13年ぶりであった。
開始当初は大阪市内のビルの屋上（週替わり）から生放送されていたが、その後スタジオからの生放送となった。2008年7月31日の放送からはスタッフが変わり、番組内容も芸能人のブログを紹介する内容にリニューアルされている。
2008年9月25日の放送をもって番組は終了。但し、番組リニューアル後に開始した「関西縦断ブログ旅」のみ、後継番組である『ロケみつ〜ロケ×ロケ×ロケ〜』でも引き続き放送された。
後番組「ロケみつ」は、二度のリニューアルを経て2015年3月に放送を終了した。

## 出演

### 司会
- 月亭八光

### レギュラー
- アジアン
  - 馬場園梓
  - 隅田美保
- 大月勇（当時毎日放送アナウンサー）
- 笑いの精「あかみつ」（人形。声の主は倉本美津留。第1回放送では進行をしていたが、自然消滅した）

### ゲスト
- 第1回（2008年4月10日） - やしきたかじん、桂ざこば、藤山直美、ジェロ、アントニオ猪木
- 第2回（2008年4月17日） - 陣内智則

この他、第1回では桂南光、関口まいが電話で生出演。
リニューアル後は前川清、藤山直美などがゲスト出演した。

## 主な企画

### リニューアル前

#### 屋上お貸しください
- スタジオからではなく、大阪市内にあるビルの屋上から生放送。番組内でも、生放送で使用するビルの屋上を募集する告知をしていた。
  - 4月10日：阪急百貨店うめだ本店の屋上
  - 4月17日：阪神百貨店梅田本店の屋上
  - 4月24日：梅田ロフトの屋上
  - 5月1日：梅田・宝塚造形芸術大学の屋上
  - 5月8日：梅田・Nu茶屋町の屋上
  - 5月15日：急遽屋上ではなく、MBSのスタジオからの放送に変更（『ちちんぷいぷい』で実際に使用しているスタジオの空きスペース部分に簡易セットを作って対応した）。

#### その他
- 八光が親交のある芸人やタレントに生電話した事もあった。さらに毎週番組を見ていたトミーズ雅からは八光の携帯に写メールが送られていた。
- 生放送中に電話アンケート（テレゴング）を行っていたこともある。質問は生放送中に決定された。

### リニューアル後

#### 関西縦断ブログ旅
（2008年8月21日-）
- 『新世紀エヴァンゲリオン』の登場人物、惣流・アスカ・ラングレーのものまねで注目されている、桜の稲垣早希が関西最南端の和歌山県・潮岬からスタートし、近畿2府4県をすべて通過した上で、ゴール地点となる関西最北端の京都府・経ヶ岬を目指して、ブログを更新しながら旅を続けていく企画。
- 開始早々のスタッフミーティングにより、各府県ごとに設定される通過ポイントを通らなければならないというルールが追加された。
  - 今後の通過ポイントは、その府県に入るまで稲垣と視聴者には伏せられている。これは公表することで視聴者が殺到し混乱を招くことや、企画の面白味が無くなってしまうのを防ぐ措置である。
- 稲垣が他のスケジュールとの都合により、旅を中断して大阪に戻ることもある。つまり『進ぬ!電波少年』（日本テレビ系）のように企画終了まで拘束されるわけではなく、再開する場合は旅を中断した地点からのスタートとなる。また、飲食物の差し入れを受けることや食事をおごってもらうこと、ヒッチハイク、民泊も認められている。
- 旅の資金は午前9時と午後3時の一日2回集計される対象のブログ記事に書き込まれた応援コメントの件数に応じて支給され、コメント件数発表後に、稲垣が振ったサイコロの出目によって、コメント件数に対する支給額が変動している（小数点以下は切り捨て）。食事・移動・宿泊等の代金はすべてその資金から支払わなければならない。

| サイコロの出目 | 1              | 2            | 3            | 4            | 5            | 6             |
| -------------- | -------------- | ------------ | ------------ | ------------ | ------------ | ------------- |
| 支給額（円）   | コメント数×0.1 | コメント数×1 | コメント数×1 | コメント数×1 | コメント数×1 | コメント数×10 |

- なお、旅をしていない間もブログはほぼ毎日更新されており、有効時間外のコメントもブログには掲載されるが、旅の資金には反映されない。
- 番組改編に伴い、2008年10月2日に『なまみつ特別編 1時間逃げちゃダメだスペシャル』と題し、4日目・午後3時のコメントチェックまでの旅の様子がダイジェストで放送された。
- VTR本編や予告では、本家のテレビアニメ版『新世紀エヴァンゲリオン』同様、フラッシュカットが多用され、サウンドトラックの楽曲も使用されている他、サブタイトルもテレビアニメ版のパロディとなっている。

| 話数   | 放送日        | サブタイトル        | コメント数 AM：午前9時 PM：午後3時 | 獲得資金         | 備考                        |
| ------ | ------------- | ------------------- | ---------------------------------- | ---------------- | --------------------------- |
| 第壱話 | 2008年8月21日 | ---                 | 1日目AM・1                         | 5→1円            | スタート地点・潮岬出発      |
| 第弐話 | 2008年8月28日 | 見知らぬ、串本      | 1日目PM・0                         | なし             |                             |
| 第参話 | 2008年9月4日  | 繋がらない電話      | 2日目AM・9                         | 4→9円            | ブログ旅初の民泊            |
| 第四話 | 2008年9月11日 | 夜、逃げ出した後    | 2日目PM・3 3日目AM・887            | 6→30円 1→88円    | ブログ旅初の6 ブログ旅初の1 |
| 第伍話 | 2008年9月18日 | サキ、心のむこうに  | 3日目PM・610                       | 1→61円           | 通過ポイントのルールが追加  |
| 第六話 | 2008年9月25日 | 決戦、第3新和歌山市 | 4日目AM・3531 4日目PM・1327        | 1→353円 5→1327円 | 日高川町丹生神社で1除け参り |

以下、『ロケみつ〜ロケ×ロケ×ロケ〜』に続く。

#### 今週のブログHurry Up!
- プレゼンターのお笑い芸人が注目した芸能人のブログの中から気になる記事をピックアップして紹介するコーナー。

#### スターブログニュース
- 芸能人が自らブログに書き込んだニュースの中からピックアップして紹介するコーナー。

#### きょうのひとのわんこ
- ペットを紹介している芸能人のブログの中から、ペットを紹介するコーナー。コーナーのタイトルや使用楽曲は『めざましテレビ』のコーナー・「きょうのわんこ」のパロディ。

#### 美女企画
（サブタイトルはロケ内容によって異なる）
- ロケ先で見つけた美女たちの映像と簡単なインタビューを見て、彼氏がいるかどうか、母親かどうか、キャバクラで働いているかどうかなどを出演者が当てていくコーナー。美女に彼氏がいない場合は、スタジオにいる男性出演者の中から理想の相手を選ぶ質問が恒例となっていた。

この他、芸能人のブログで紹介されている飲食店に馬場園が実際に足を運び、同じメニューを食べながら、そのブログ記事にコメントを入れていくコーナーも放送された。

## エピソード
- 番組キャラクター「あかみつ」の声を担当したのは倉本美津留。本番中、このパニックで「あかみつ」は全く動かなくなり、第2回放送以降、このキャラクターは登場しなかった。

## スタッフ
- 構成：小林仁（コバヤシヒトシ）、ハスミマサオ、友光哲也（トモミツテツヤ）、今澤圭輔（イマザワケイスケ）、山本らん（ヤマモトラン）
- TM：高木久之（タカギヒサユキ）
- TD：山田耕児（ヤマダコウジ）
- SW：吉田恭一（ヨシダキョウイチ）
- カメラ：関照男（セキテルオ）、細川貴史（ホソカワタカシ）
- VE：上原英昭
- LD：岸本紳（キシモトシン）
- MIX：中西進二、大北素士、村井さおり（ムライサオリ）
- AUD：多田功、村井さおり、立石正治（タテイシマサハル）
- EED：小池カシアキ
- MA・SE：坂井信行（サカイノブユキ）
- 美術：木川普雄（キガワヒロオ）、齋藤せいこ（サイトウセイコ）
- タイトル：正冨大樹（マサトミタイキ）、垣内宏美（カキウチヒロミ）
- CG：紀野伸子（キノノブコ）、村田英樹（ムラタヒデキ）
- TK：松本美希
- テロップ：武田達矢（タケダタツヤ）
- 編成：黒田雅治（クロダマサハル）
- 宣伝：斧志保（オノシホ）
- AD：苗村一宏（ナエムラカヅヒロ）、青木優子（アオキユウコ）、徳野佑介（トクノユウスケ）
- ディレクター：加老戸良徳（カコウトヨシノリ）、石田耕平（イシダコウヘイ）、有本洋（アリモトヒロシ）、金沢武慶（カナザワタケヨシ）
- 総合演出：森貴洋（モリタカヒロ）
- プロデューサー：渥美昌泰（アツミマサヤス） ／ 薮内美賀（よしもとクリエイティブ・エージェンシー）
- 技術協力：東通、アーチェリープロダクション、SAプロ、音選屋、マウス、戯音工房
- 美術協力：つむら工芸、新光企画、デジタルカラー、高津商会、MORE、ステッププラン
- スタッフ協力：MBS企画、放送映画製作所、ゾフィープロダクツ
- 制作協力：吉本興業
- 製作著作：毎日放送テレビ

### 過去のスタッフ
- 制作（チーフプロデューサー）：寺西厚史
- プロデューサー：田渕伸一 ／ 三瀬章裕・坂詰徹（よしもとクリエイティブ・エージェンシー）
- 総合演出：水野雅之
- ディレクター：浅野有加、松原謙介、山内健太郎
- 構成：倉本美津留、藤田智信
- SW：藤田泰成
- カメラ：細川貴史
- SE：前田典哉、磯部光
- アニメ：川崎あっこ
- 技術協力：エキスプレス、WISH、アスカプロ
- 美術協力：オフィスTOCO、藤貴園芸、80コーポ